# Raysko Praskalo

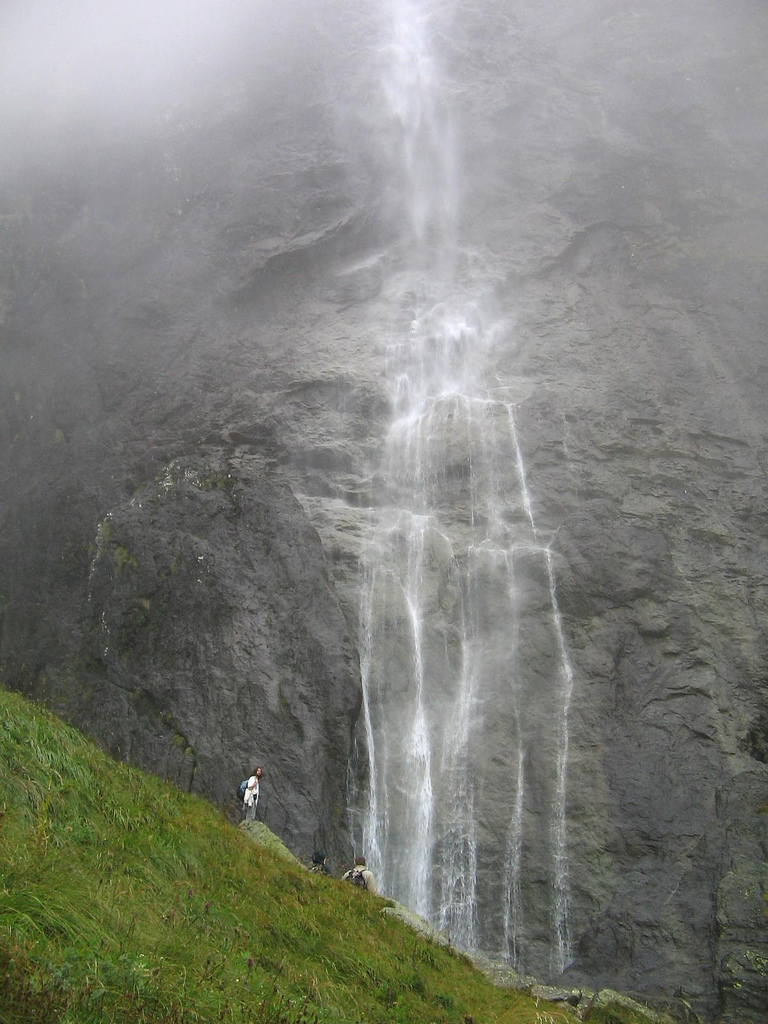
Raysko Praskalo.

Raysko Praskalo (búlgaro, Райско пръскало}}, que significa «el Rocío Divino»), de 124,5 m de altura, es la cascada más alta de Bulgaria y de los Balcanes. Se localiza en los Balcanes, bajo el pico de Botev (2376 m), y forma parte de la Reserva de Dzhendema del Parque Central balcánico Nacional.